# 長沼ナイキ事件

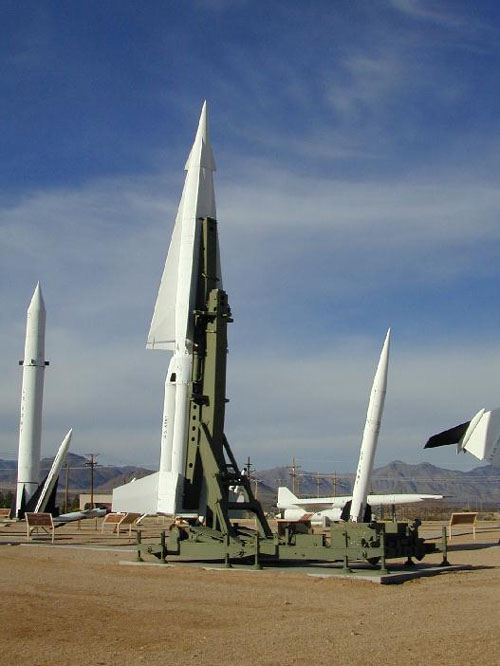
ナイキJの原型となったナイキ・ハーキュリーズ対空ミサイル（写真はホワイトサンズ・ミサイル実験場博物館所蔵品）。ナイキJはこれと基本的には同じだが、弾頭部への核弾頭搭載能力は削除され、通常弾頭のみを搭載していた。しかし、マスメディア等は導入の際に実際には不可能にもかかわらず「核弾頭の搭載が可能」と強調したため、革新政党と市民団体による反対運動が展開された。

長沼ナイキ事件（ながぬまナイキじけん）とは、自衛隊の合憲性が問われた事件である。長沼訴訟、長沼事件、長沼ナイキ基地訴訟とも呼ばれる。

## 概要
北海道夕張郡長沼町に航空自衛隊の「ナイキJ地対空ミサイル基地（後の長沼分屯基地）」を建設するため、農林大臣が1969年7月、森林法に基づき国有保安林の指定を解除。これに対し反対住民が、基地に公益性はなく「自衛隊は違憲、保安林解除は違法」と主張して、処分の取消しを求めて行政訴訟を起こした。
1973年9月7日、一審の札幌地裁は「平和的生存権」を認め、初の違憲判決で処分を取り消した（福島判決）。国の控訴で、1976年8月5日、二審の札幌高裁は防衛施設庁による代替施設の完成によって補填されるとして一審判決を破棄、付加見解で「統治行為論」を判示。住民側・原告は控訴審判決の破棄差し戻しのみをもとめて上告したが、1982年9月9日、最高裁は憲法に触れず、訴えの利益がないとして上告を棄却した。なお、長沼分屯基地は第一審中の1971年12月に開設され、1992年の配備部隊のナイキJから地対空誘導弾ペトリオットへの更新を経て、2021年現在も第3高射群麾下の2個高射隊が配備されている。
一部の政財界による青年法律家協会への圧力との絡みや、また札幌地裁所長が申立てを却下するよう裁判長に指示したり、当時の70年安保闘争下に全国で裁判長の激励集会が行なわれた。

## 裁判の流れ

### 発端
ベトナム戦争の真っ最中で日米安保問題が注目を浴びていた1969年、北海道夕張郡長沼町馬追山に航空自衛隊のナイキJ地対空ミサイル基地建設のため、農林大臣・長谷川四郎は森林法第26条第2項に基づいて国有保安林の指定を解除。一部の地域住民が、自衛隊は違憲の存在であること及び洪水の危険を理由に「基地建設に公益性はない」として、保安林解除は違法だと主張し、行政処分の取消しを求めて札幌地方裁判所に行政訴訟を提起した。この札幌地方裁判所の第一審の裁判では、裁判長の福島重雄に対し、1969年9月14日、当時の所長平賀健太が、訴訟判断の問題点について原告の申立を却下するよう示唆した“一先輩のアドバイス”と題する詳細なメモを差し入れた「平賀書簡問題」が発覚し問題となった。これは「裁判官の独立」を規定した日本国憲法第76条第3項に違反するとされ、最高裁判所事務総局は平賀を注意処分とした。ただし、福島の判決は後に札幌高等裁判所と最高裁判所によって破棄された。一方、鹿児島地方裁判所長飯守重任（田中耕太郎の実弟）は平賀を擁護した。1970年（昭和45年）10月19日に裁判官訴追委員会は平賀書簡問題をめぐり、訴追請求されていた平賀および福島の処分について、平賀に不訴追、福島に訴追猶予の決定をした。
裁判長裁判官の福島が青年法律家協会（青法協）の会員だったことで、青法協は「反体制の左傾団体」であるとする一部の保守系ジャーナリズム・政治家から非難を浴び、被告・国（＝法務省）は1970年4月18日、福島を青法協所属を理由に忌避申立てをする。しかし札幌高裁は同年7月10日、「青法協加入は裁判の公正を妨げない」とし、忌避申立てを退け却下決定。この2年前、1969年には最高裁判所長官石田和外による“ブルーパージ”（青法協系判事の排除）が断行されていた。

### 第一審判決
札幌地方裁判所（裁判長・福島重雄）は1973年9月7日、「自衛隊は憲法第9条が禁ずる陸海空軍に該当し違憲である」とし「世界の各国はいずれも自国の防衛のために軍備を保有するのであって、単に自国の防衛のために必要であるという理由では、それが軍隊ないし戦力であることを否定する根拠にはならない」とする初の違憲判決で原告・住民側の請求を認めた。「保安林解除の目的が憲法に違反する場合、森林法第26条にいう『公益上の理由』にはあたらない」ため「保安林の解除処分は取り消しを免れない」との理由から、主文で国有保安林の解除を取り消すと判示。保安林指定解除処分とナイキJの発射基地の設置により、有事の際には相手国の攻撃の第一目標になるため、憲法前文にいう「平和のうちに生存する権利」（平和的生存権）を侵害されるおそれがあるとし、原告の訴えの利益を認めた。平和的生存権については、「国民一人ひとりが平和のうちに生存し、かつその幸福を追求することができる権利」と明確に判示した。また、自衛隊が唯一違憲であると明記された裁判である。（札幌地判昭48・9・7、判時712・249）

### 第二審判決
控訴審は札幌高等裁判所で行われた（裁判長・小河八十次）。1975年12月の第8回口頭弁論期日に、原告、政府双方が合意の上で1976年6月までに主張、立証をしつくさせた上で証拠採否を決定する旨を明らかにしていたが、1976年4月に突然結審。弁護団は裁判官忌避を申し立てたが却下された。
1976年8月5日、「住民側の訴えの利益（洪水の危険）は、防衛施設庁の代替施設建設（ダム）によって補填される」として、一審判決を覆し、原告の請求を棄却。また、自衛隊の違憲性について判決は、砂川事件と同様に「本来は裁判の対象となり得るが、高度に政治性のある国家行為は、極めて明白に違憲無効であると認められない限り、司法審査の範囲外にある」とする統治行為論を併記した。（札幌高判昭51・8・5、行裁例集27・8・1175）

### 最高裁判決
最高裁判所（第一小法廷、裁判長判事団藤重光）は1982年9月9日、行政処分に関して原告適格の観点から、原告住民に訴えの利益なしとして住民側の上告を棄却したが、二審が言及した自衛隊の違憲審査は回避した（最一小判昭57・9・9、民集36・9・1679）。

## 年表
- 1969年7月7日 - 農林大臣、保安林指定解除を告示
  - 9月20日 - 高裁、平賀書簡問題で異例の厳重注意処分
  - 12月2日 - 衆議院解散（沖縄解散）
- 1970年1月14日 - 第3次佐藤内閣成立
  - 4月8日 - 最高裁、青法協問題で裁判官の政治的中立に関する公式見解を公表
  - 4月18日 - 被告・法務省、裁判長・福島重雄を忌避申立て
  - 6月23日 - 日米安保条約、自動延長
  - 7月10日 - 札幌高裁、忌避申立てを却下
  - 10月20日 - 初の防衛白書が出される
  - 12月19日 - 日弁連臨時総会、平賀・福島裁判官に対する訴追委員会決定に関する決議
- 1971年4月13日 - 最高裁、裁判官・宮本康昭の再任を拒否
- 1971年6月17日 - 沖縄返還協定調印
- 1972年5月15日 - 沖縄返還
  - 10月9日 - 第4次防衛力整備計画（総額4兆6300億円）
- 1973年9月7日 - 一審・札幌地裁、自衛隊違憲判決
- 1976年8月5日 - 二審・札幌高裁、逆転判決
  - 10月29日 - 1977年度以降の「防衛計画の大綱」を閣議決定
- 1977年2月18日 - 読売新聞社説、一審の違憲立法審査権の存在意義を評価
  - 11月30日 - 米軍立川基地（立川飛行場）全面返還
- 1981年7月8日 - 読売新聞社説、二審の統治行為論を支持
- 1982年9月9日 - 三審・最高裁第一小法廷、上告棄却判決
- 1994年 - ナイキミサイルの運用を終了

## 書籍
- 福島重雄、水島朝穂、大出良知（共編著）『長沼事件 平賀書簡　35年目の証言 自衛隊違憲判決と司法の危機』日本評論社、2009年4月、ISBN 978-4535516410

## 長沼分屯基地

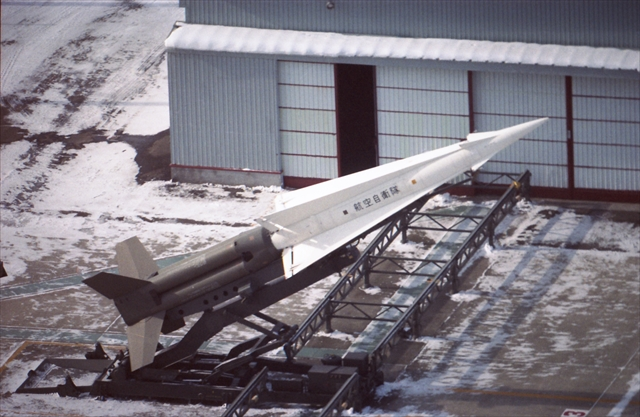
航空自衛隊長沼分屯基地 ナイキJ 1987撮影
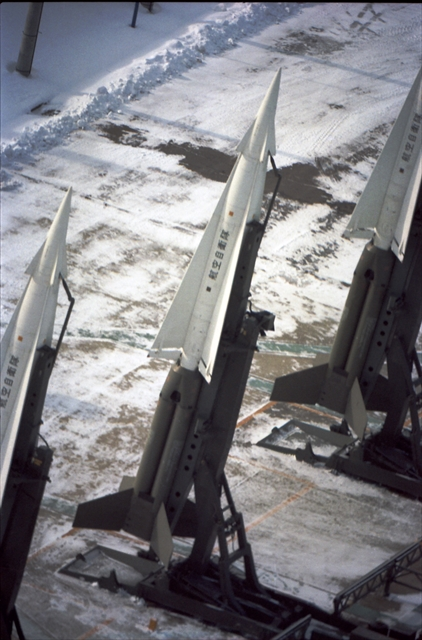
航空自衛隊長沼分屯基地 ナイキJ 1987撮影
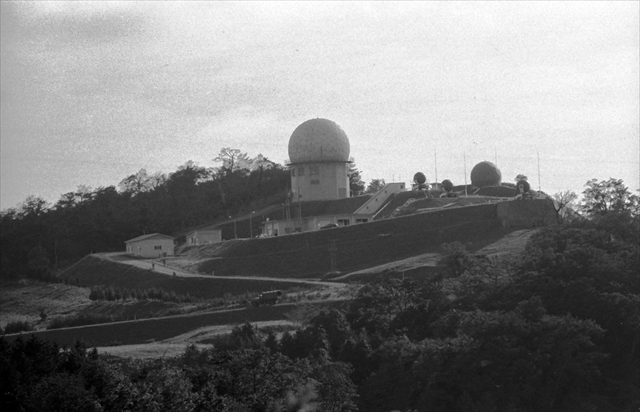
航空自衛隊長沼分屯基地 レーダーサイト 1987撮影
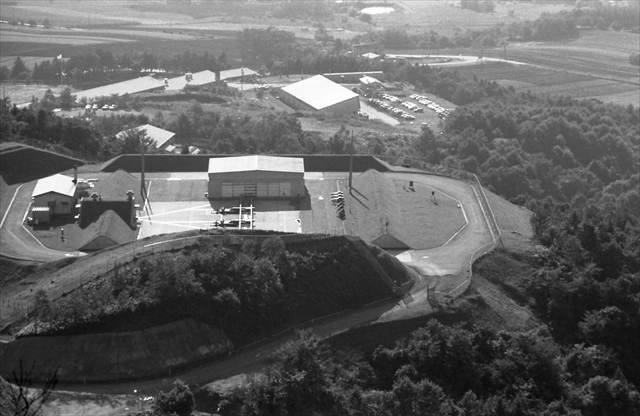
航空自衛隊長沼分屯基地 1987撮影